# József Zichy
József Zichy (Presburgo, 13 novembre 1841 – Voderady, 11 novembre 1924) è stato un nobile e politico ungherese.

## Biografia
Figlio dell'ambasciatore ungherese Ferenc Zichy, József studiò giurisprudenza a Vienna e successivamente compì diversi viaggi in Europa, Asia e America, incluso uno particolarmente avventuroso col fratello August, attraverso il deserto del Gobi. Al suo ritorno in patria, dal 1867 al 1869 fu consigliere onorario del dipartimento del ministero dell'agricoltura, dell'industria e del commercio, e dal 1868 al 1870 e dal 1872 al 1875 fu membro del parlamento.
Dal 1870 fu il primo governatore della città di Fiume, poi dal 5 dicembre 1872 al 21 marzo 1874 fu ministro dell'agricoltura, dell'industria e del commercio dell'Ungheria e, contemporaneamente in parte dal 19 dicembre 1873 al 2 marzo 1875, anche ministro dei lavori pubblici e dei trasporti. Tra il 1889 e il 1893 fu luogotenente del comitato di Pozsony e tra il 1891 e il 1893 fu anche luogotenente del comitato di Trencsén. Si è dimise dal governo a causa dell'opposizione ai progetti di legge presentati a favore della chiesa locale. Dopo queste esperienze politiche decise di ritirarsi a vita privata, morendo nel 1924.